# 애덤 올러
애덤 새뮤얼 올러(Adam Samuel Oller, 1994년 10월 17일 ~ )는 미국의 야구 선수이자, 현 KBO 리그의 KIA 타이거즈의 투수이다.

## 미국 프로야구 시절
2016년에 피츠버그 파이리츠에 입단하였다.